# Вршаць (футбольний клуб)
Футбольний клуб Вршаць, або ФК Вршаць (серб. Фудбалски клуб Вршац) — професійний сербський футбольний клуб з міста Вршаць. Домашні матчі проводить на «Міському стадіоні» у Вршаці. Нині виступає в Сербській лізі Воєводина, третьому за силою чемпіонаті Сербії.

## Історія
Заснований у 1913 році. У сезоні 2013/14 років став чемпіоном Воєводинської ліги Схід. З 2015 року виступає під назвою ФК Вршаць Свісладжон у Сербській лізі Воєводина. Спонсор клубу — концерн Свісладжон-Таково.

## Досягнення
- Воєводинська ліга Схід
  -  Чемпіон (1): 2013/14

## Статистика виступів у останні роки
| Сезон    | Змагання                | Місце | Очок | Переможець ліги          |
| 2006/07. | Сербська ліга Воєводина | 11    | 49   | «Новий Сад» (Новий Сад)  |
| 2007/08. | Сербська ліга Воєводина | 15    | 23   | «Златибор вода» (Хоргош) |
| 2008/09. | Сербська ліга Воєводина | 10    | 37   | «Пролетер» (Новий Сад)   |
| 2009/10. | Сербська ліга Воєводина | 10    | 39   | «Біг Бул» (Бачинці)      |
| 2010/11. | Сербська ліга Воєводина | 8     | 42   | «Доні Срем» (Печинці)    |
| 2011/12. | Сербська ліга Воєводина | 14    | 30   | «Раднички» (Нова Пазова) |
| 2012/13. | Воєводинська ліга Схід  | 4     | 59   | «Єдинство» (Новий Бечей) |
| 2013/14. | Воєводинська ліга Схід  | 1     | 62   | ФК «Вршаць» (Вршаць)     |

## Відомі гравці
- Александар Брджанин

## Відомі тренери
| - Милорад Зечевич (2013–14) - Небойша Топалов (2014–теп. час) |